# Campionato mondiale di hockey su ghiaccio maschile 2015
Il 79º Campionato mondiale di hockey su ghiaccio è stato assegnato dall'International Ice Hockey Federation alla Repubblica Ceca, che lo ha ospitato nelle città di Praga e Ostrava nel periodo tra il 1° e il 17 maggio 2015. È la seconda volta che il paese ha organizzato il mondiale dopo lo scioglimento della Cecoslovacchia nel 1993. In passato la capitale Praga aveva già ospitato otto campionati del mondo: 1933, 1938, 1947, 1959, 1972, 1978, 1985 e 1992, mentre Praga e Ostrava avevano già organizzato insieme un campionato del mondo nel 2004.
La nazionale russa era la detentrice del titolo in virtù del successo conseguito nel 2014, grazie al successo in finale per 5-2 contro la nazionale finlandese.
Il torneo è stato vinto dal Canada, il quale ha conquistato il suo venticinquesimo titolo sconfiggendo in finale la Russia per 6-1. Invece gli Stati Uniti ottennero la medaglia di bronzo sconfiggendo la Rep. Ceca padrona di casa per 3-0. Il torneo fece registrare un nuovo record per numero di spettatori presenti nelle piste, superando il primato precedente di 100.000 unità.

## Scelta della sede
Il 21 maggio 2010 la candidatura ceca ottenne la maggioranza dei voti in vista della scelta della sede dei mondiali del 2015. L'unica alternativa fu l'Ucraina con la candidatura di Kiev, capace di ricevere 22 voti totali. Dopo la vittoria della Repubblica Ceca vi furono discussioni sulla seconda sede oltre alla capitale Praga; oltre a Ostrava furono valutate infatti le opzioni di Plzeň, Brno, Pardubice e di Bratislava in Slovacchia, già sede dei mondiali del 2011.

### Risultati della votazione
| Nazione   | Voti |
| --------- | ---- |
| Rep. Ceca | 84   |
| Ucraina   | 22   |

## Stadi
- La O2 Arena di Praga è una delle arene polifunzionali più grandi d'Europa, capace di contenere fino a 17.383 spettatori. Il palazzetto fu inaugurato nel gennaio del 2004 e ospita le gare casalinghe dello HC Slavia Praga, formazione della Extraliga ceca. Inoltre è sede di concerti e competizioni sportive internazionali. Nel corso del torneo vi si sono giocate le partite del Girone A, due quarti di finale, le semifinali e le due finali.[7]
- La ČEZ Aréna di Ostrava è un impianto polifunzionale inaugurato nel 1986 e ha una capienza massima di 10.107 posti, ridotti a 8.812 per l'evento iridato. L'arena è sede degli incontri dell'HC Vítkovice Steel, formazione della Extraliga ceca. Nel corso del torneo ha ospitato le partite del Girone B e due quarti di finale.[7]

| O2 Arena              | ČEZ Aréna             |
| 50°06′17″N 14°29′36″E | 49°48′17″N 18°14′05″E |
| Capienza: 17.383      | Capienza: 8.812       |
|                       |                       |

## Partecipanti
Al via si presentano sedici squadre, quattordici provenienti dall'Europa e due dal Nordamerica. Il roster di ciascuna nazionale si compone di almeno 15 elementi fra attaccanti e difensori, oltre a 2 portieri, e al massimo può contare 22 giocatori di movimento con 3 portieri. Tutte e sedici le squadre, attraverso le varie federazioni nazionali, hanno dovuto diramare la lista dei giocatori convocati prima della riunione preliminare della IIHF.
| 14 dall'Europa    | Austria (Promossa dalla I divisione) | Bielorussia | Danimarca  | Finlandia                             |
| 14 dall'Europa    | Francia                              | Germania    | Lettonia   | Norvegia                              |
| 14 dall'Europa    | Rep. Ceca                            | Russia      | Slovacchia | Slovenia (Promossa dalla I divisione) |
| 14 dall'Europa    | Svezia                               | Svizzera    |            |                                       |
| 2 dal Nordamerica | Canada                               | Stati Uniti |            |                                       |

## Copertura televisiva

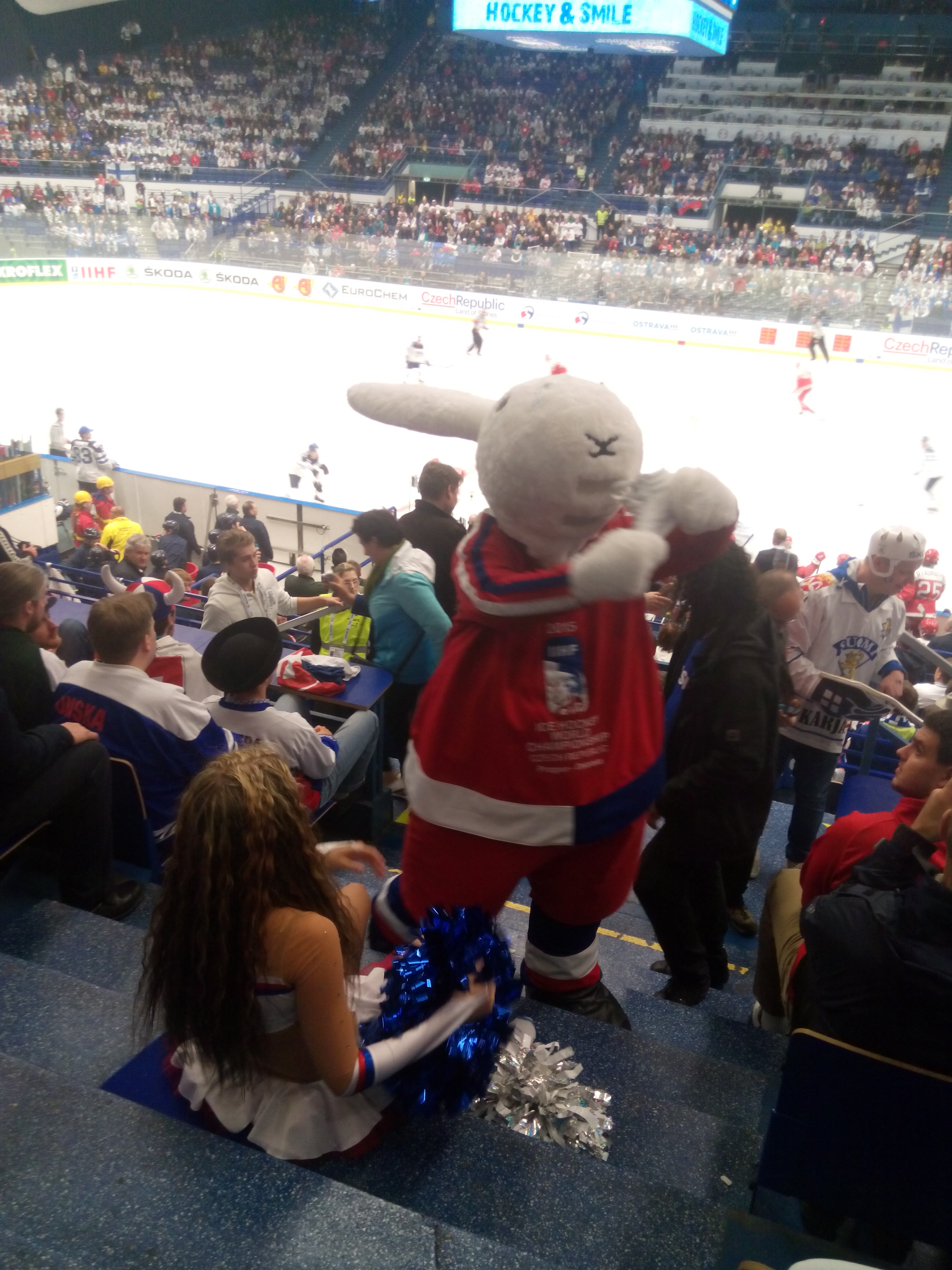
Le mascotte ufficiali della competizione iridata Bob e Bobek.

A livello globale l'evento è stato trasmesso in oltre 160 nazioni. Di seguito sono riportate le emittenti televisive delle nazioni partecipanti al campionato mondiale che si sono aggiudicate i diritti a trasmettere le partite dell'avvenimento nel proprio ambito territoriale. Fu aggiunta inoltre la possibilità di vedere lo streaming degli incontri sul sito YouTube.
| Nazione     | Emittente           |
| ----------- | ------------------- |
| Austria     | ORF                 |
| Bielorussia | Belarus TV          |
| Canada      | TSN                 |
| Canada      | RDS                 |
| Canada      | CTV                 |
| Rep. Ceca   | Česká televize      |
| Danimarca   | TV 2                |
| Finlandia   | MTV3                |
| Francia     | Sport+              |
| Germania    | Sport1              |
| Lettonia    | LNT                 |
| Norvegia    | SBS Discovery       |
| Russia      | Pervyj kanal        |
| Slovacchia  | RTVS                |
| Slovenia    | Šport TV            |
| Svezia      | TV4                 |
| Svizzera    | SRG SSR idée suisse |
| Stati Uniti | NBC Sports Network  |

## Raggruppamenti

Nazioni partecipanti al campionato mondiale.

I gruppi del turno preliminare sono stati stabiliti in base alla Classifica mondiale IIHF stilata al termine del Campionato mondiale di hockey su ghiaccio 2014. Per ragioni logistiche e di vicinanza geografica al confine slovacco la Svizzera e la Slovacchia hanno cambiato gruppo di appartenenza.
| Gruppo A (Praga) | Gruppo B (Ostrava) |
| Svezia (1)       | Finlandia (2)      |
| Canada (4)       | Russia (3)         |
| Rep. Ceca (5)    | Stati Uniti (6)    |
| Svizzera (7)     | Slovacchia (8)     |
| Lettonia (9)     | Norvegia (10)      |
| Francia (12)     | Bielorussia (11)   |
| Germania (13)    | Slovenia (14)      |
| Austria (16)     | Danimarca (15)     |

* Tra parentesi è indicata la posizione nel Ranking IIHF.

## Arbitri
La IIHF ha selezionato 16 arbitri e 16 giudici di linea per il Campionato mondiale di hockey su ghiaccio maschile 2015:
Arbitri
- Tobias Björk
- Vjačeslav Bulanov
- Roman Gofman
- Pavel Hodek
- Jozef Kubuš
- Timothy Mayer
- Mikael Nord
- Konstantin Olenin

Arbitri
- Daniel Piechaczek
- Aleksi Rantala
- Jyri Rönn
- Maksim Sidorenka
- Daniel Stricker
- Vladimír Šindler
- Marcus Vinnerborg
- Tobias Wehrli

Giudici di linea
- Paul Carnathan
- Jimmy Dahmén
- Nicolas Fluri
- Jon Kilian
- Gleb Lazarev
- Vít Lederer
- Miroslav Lhotský
- Fraser McIntyre

Giudici di linea
- Bevan Mills
- Henrik Philblad
- Masi Puolakka
- André Schrader
- Peter Šefčík
- Anton Semjonov
- Sakari Suominen
- Rudolf Tošenovjan

## Gironi preliminari
Le sedici squadre partecipanti sono state suddivise in due gruppi. Al termine del raggruppamento le prime quattro squadre di ciascun gruppo avanzano ai quarti di finale, mentre l'ultima classificata viene retrocessa in Prima Divisione - Gruppo A.
Il gruppo A si è giocato a Praga, mentre quello B a Ostrava.

### Gruppo A
| Arbitri: | Pavel Hodek Marcus Vinnerborg |

|                                                                             |           |                 |
| MacKinnon 09:57 Spezza 13:04 23:04 Duchene 14:11 Toffoli 22:20 Crosby 59:37 | Marcatori | 52:06 Daugaviņš |

| Arbitri: | Daniel Piechaczek Aleksi Rantala |

|                                                                 |                |                                                                         |
| Jágr 13:28 Hertl 42:52 Simon 51:34 Červenka 52:31 Zaťovič 56:53 | Marcatori      | 03:23 Lundqvist 07:30 Kronwall 34:34 Rask 44:08 Lindström 59:07 Sjögren |
|                                                                 | Shootout 0 – 1 | Ekman-Larsson                                                           |

| Arbitri: | Jozef Kubuš Daniel Piechaczek |

|                                         |                |                                            |
| Du Bois 01:14 Ambühl 25:54 Bieber 51:01 | Marcatori      | 22:12 T. Raffl 43:33 Lebler 59:10 M. Raffl |
|                                         | Shootout 0 – 1 | Komarek                                    |

| Arbitri: | Roman Gofman Marcus Vinnerborg |

|              |           |                         |
| Fleury 50:44 | Marcatori | 12:10 Wolf 59:00 Reimer |

| Arbitri: | Konstantin Olenin Daniel Stricker |

|                                  |           |                                                   |
| Daugaviņš 13:13 M. Rēdlihs 23:18 | Marcatori | 22:01 Jordán 24:25 Kovář 32:44 Jágr 45:29 Voráček |

| Arbitri: | Roman Gofman Daniel Stricker |

|                |           |                                                                      |
| Heinrich 53:17 | Marcatori | 13:38 28:22 31:14 Forsberg 18:37 Klefbom 19:18 Lander 29:13 Lindholm |

| Arbitri: | Jozef Kubuš Konstantin Olenin |

| |           |  |
| Crosby 08:02 Hall 08:25 22:10 39:37 Eakin 16:58 19:49 Ekblad 24:29 Giroux 27:34 Ennis 35:16 Duchene 42:03 | Marcatori |  |

| Arbitri: | Pavel Hodek Aleksi Rantala |

|            |           |                                         |
| Raux 48:31 | Marcatori | 15:36 Hollenstein 21:24 Josi 59:06 Suri |

| Arbitri: | Pavel Hodek Aleksi Rantala |

|               |           |                                                                                                  |
| Dārziņš 32:53 | Marcatori | 17:37 30:05 39:46 Eriksson 33:03 Forsberg 44:43 Möller 49:32 Josefson 57:04 Lundqvist 59:51 Rask |

| Arbitri: | Vjačeslav Bulanov Jyri Rönn |

|                                                                                 |           |                                        |
| Eberle 04:18 Hall 19:02 Couturier 37:40 Seguin 42:02 Crosby 50:07 Toffoli 58:31 | Marcatori | 19:22 Erat 35:45 Zaťovič 57:36 Sobotka |

| Arbitri: | Mikael Nord Vjačeslav Bulanov |

|                   |           |  |
| Hollenstein 52:16 | Marcatori |  |

| Arbitri: | Tobias Wehrli Vladimír Šindler |

|  |           |                            |
|  | Marcatori | 46:13 Fleury 59:02 Meunier |

| Arbitri: | Maksim Sidorenka Vladimír Šindler |

|              |           |                               |
| Bieber 58:09 | Marcatori | 24:19 Džeriņš 62:19 Daugaviņš |

| Arbitri: | Tobias Wehrli Jyri Rönn |

|                                                     |           |                                                                                  |
| Lander 05:06 Rask 17:21 Forsberg 17:49 Möller 35:19 | Marcatori | 26:43 Ekblad 31:27 Hall 34:23 Couturier 50:24 Wiercioch 53:31 Ennis 58:10 Seguin |

| Arbitri: | Mikael Nord Aleksi Rantala |

|                                                           |           |                     |
| Němec 21:10 48:28 Sobotka 26:58 Jágr 44:25 Červenka 54:49 | Marcatori | 28:41 Hecquefeuille |

| Arbitri: | Pavel Hodek Maksim Sidorenka |

|                                                    |           |                                        |
| Möller 11:19 48:40 Lindström 12:44 Klingberg 42:56 | Marcatori | 15:48 Kink 29:30 Krammer 54:39 Plachta |

| Arbitri: | Vjačeslav Bulanov Jyri Rönn |

|                                                       |           |  |
| Němec 31:09 Zaťovič 38:04 Sobotka 39:08 Voráček 40:07 | Marcatori |  |

| Arbitri: | Mikael Nord Tobias Wehrli |

|                          |           |               |
| Wolf 46:46 Plachta 57:35 | Marcatori | 11:05 Dārziņš |

| Arbitri: | Tobias Wehrli Vladimír Šindler |

|                                                |           |                                       |
| Desrosiers 16:31 Y. Treille 46:21 Fleury 46:56 | Marcatori | 11:26 37:02 Seguin 12:32 49:18 Eberle |

| Arbitri: | Timothy Mayer Tobias Björk |

|              |           |                               |
| Lebler 16:07 | Marcatori | 32:15 Dārziņš 60:33 Daugaviņš |

| Arbitri: | Maksim Sidorenka Vjačeslav Bulanov |

|                               |           |                 |
| Lindholm 07:17 Forsberg 63:49 | Marcatori | 32:15 Bodenmann |

| Arbitri: | Mikael Nord Tobias Björk |

|                         |           |                                                     |
| Pietta 07:13 Wolf 23:50 | Marcatori | 13:39 Vondrka 25:58 Koukal 27:36 Voráček 55:58 Jágr |

| Arbitri: | Timothy Mayer Jyri Rönn |

|                               |           |                                                                                                 |
| Trachsler 06:21 Brunner 42:17 | Marcatori | 00:53 Seguin 19:42 MacKinnon 27:59 Ekblad 39:00 Eberle 39:59 Eakin 52:27 Couturier 57:08 Giroux |

| Arbitri: | Vjačeslav Bulanov Konstantin Olenin |

|                         |                |                             |
| Wolf 44:14 Reimer 58:00 | Marcatori      | 34:33 T. Raffl 54:22 Rotter |
|                         | Shootout 0 – 1 | Komarek                     |

| Arbitri: | Maksim Sidorenka Jozef Kubuš |

|                    |           |                                                         |
| Fleury 20:34 22:52 | Marcatori | 11:00 Josefson 34:52 40:52 Forsberg 43:27 Ekman-Larsson |

| Arbitri: | Maksim Sidorenka Roman Gofman |

| |           |                |
| Barrie 06:04 Duchene 09:09 54:43 Hall 11:17 Ekblad 14:10 Spezza 21:58 43:05 Eberle 35:52 MacKinnon 42:53 Schenn 46:09 | Marcatori | 42:44 Heinrich |

| Arbitri: | Timothy Mayer Jyri Rönn |

|                               |                |                                    |
| Daugaviņš 11:25 Galviņš 22:48 | Marcatori      | 48:21 S. Da Costa 55:20 S. Treille |
|                               | Shootout 0 – 1 | Desrosiers                         |

| Arbitri: | Jozef Kubuš Konstantin Olenin |

|             |                |               |
| Fiala 16:56 | Marcatori      | 50:44 Zaťovič |
| Vondrka     | Shootout 1 – 0 |               |

| Pos. |           | PG | V | VOT | POT | P | GF | GS | DR  | Pt |
| 1.   | Canada    | 7  | 7 | 0   | 0   | 0 | 49 | 14 | +35 | 21 |
| 2.   | Svezia    | 7  | 4 | 2   | 0   | 1 | 34 | 19 | +12 | 16 |
| 3.   | Rep. Ceca | 7  | 4 | 1   | 1   | 1 | 27 | 18 | +9  | 15 |
| 4.   | Svizzera  | 7  | 2 | 0   | 4   | 1 | 12 | 18 | -6  | 10 |
| 5.   | Germania  | 7  | 2 | 0   | 1   | 4 | 11 | 24 | -13 | 7  |
| 6.   | Francia   | 7  | 1 | 1   | 0   | 5 | 13 | 20 | -7  | 5  |
| 7.   | Lettonia  | 7  | 0 | 2   | 1   | 4 | 11 | 25 | -14 | 5  |
| 8.   | Austria   | 7  | 0 | 2   | 1   | 4 | 10 | 29 | -19 | 5  |

### Gruppo B
| Arbitri: | Tobias Björk Vjačeslav Bulanov |

|                                                             |           |                 |
| Moses 19:37 Hendricks 31:57 57:22 Sexton 34:47 Bonino 46:19 | Marcatori | 25:40 Jokipakka |

| Arbitri: | Timothy Mayer Jyri Rönn |

|                                                                                       |           |                      |
| Šipačëv 02:51 Anisimov 03:10 Zaripov 15:14 Tichonov 16:53 Čudinov 29:08 Panarin 34:10 | Marcatori | 20:25 26:50 Thoresen |

| Arbitri: | Vjačeslav Bulanov Jyri Rönn |

|                                           |                |                                             |
| Sersen 48:08 Viedenský 49:26 Graňák 51:11 | Marcatori      | 25:05 Bjorkstrand 49:57 Hardt 57:46 Nielsen |
| Daňo                                      | Shootout 0 – 1 |                                             |

| Arbitri: | Mikael Nord Tobias Wehrli |

|                                                            |           |                          |
| Stas' 10:08 A. Kascicyn 12:16 Kaljužny 23:51 Kitaraŭ 59:41 | Marcatori | 10:42 Jeglič 51:47 Pance |

| Arbitri: | Maksim Sidorenka Vladimír Šindler |

|           |           |                          |
| Ask 06:39 | Marcatori | 12:14 Lewis 25:58 Nelson |

| Arbitri: | Tobias Björk Maksim Sidorenka |

|                                                                 |           |                                         |
| Koval'čuk 04:03 Kulëmin 04:39 Dadonov 23:51 45:45 Šipačëv 29:27 | Marcatori | 23:14 Kopitar 34:30 Pance 54:46 Sabolič |

| Arbitri: | Timothy Mayer Vladimír Šindler |

|                   |           |                      |
| S. Kascicyn 51:27 | Marcatori | 52:31 61:55 Meszároš |

| Arbitri: | Mikael Nord Tobias Wehrli |

|  |           |                                          |
|  | Marcatori | 27:47 Jokinen 28:58 Pesonen 35:56 Barkov |

| Arbitri: | Marcus Vinnerborg Daniel Piechaczek |

|                             |           |                                                     |
| Belov 23:40 Plotnikov 56:19 | Marcatori | 06:22 Lewis 26:22 Krug 51:52 Arcobello 59:51 Nelson |

| Arbitri: | Timothy Mayer Tobias Björk |

|  |           |                                                                    |
|  | Marcatori | 05:05 Lindell 28:39 30:21 Kemppainen 51:15 Jokipakka 52:11 Jokinen |

| Arbitri: | Daniel Stricker Jozef Kubuš |

|                |           |                                                               |
| Jakobsen 13:38 | Marcatori | 20:44 Haŭrus 27:27 45:36 Kavyršyn 29:35 Šynkevič 54:44 Usenka |

| Arbitri: | Konstantin Olenin Roman Gofman |

|                                    |           |             |
| Meszároš 47:57 Gáborík 54:16 59:59 | Marcatori | 06:20 Urbas |

| Arbitri: | Timothy Mayer Tobias Björk |

|                                                                  |           |                            |
| Panarin 10:53 Mozjakin 13:17 54:16 Dadonov 38:45 Tarasenko 57:51 | Marcatori | 29:35 Green 49:36 Spelling |

| Arbitri: | Daniel Stricker Marcus Vinnerborg |

|                           |           |                                          |
| Surový 18:03 Ďaloga 21:29 | Marcatori | 25:40 41:56 Nørstebø 35:30 Rosseli Olsen |

| Arbitri: | Konstantin Olenin Roman Gofman |

|                         |           |                                                              |
| Nelson 37:21 Krug 21:29 | Marcatori | 31:11 Haŭrus 33:01 Volkaŭ 36:06 Kitaraŭ 41:15 48:23 Kaljužny |

| Arbitri: | Jozef Kubuš Daniel Piechaczek |

|                                                            |           |  |
| Komarov 05:53 Kontiola 06:34 Barkov 21:19 Kemppainen 35:57 | Marcatori |  |

| Arbitri: | Daniel Stricker Marcus Vinnerborg |

|              |           |                                             |
| Muršak 20:15 | Marcatori | 08:23 Thoresen 23:46 Bastiansen 38:49 Holøs |

| Arbitri: | Pavel Hodek Konstantin Olenin |

|              |           |  |
| Nelson 27:54 | Marcatori |  |

| Arbitri: | Daniel Stricker Daniel Piechaczek |

|  |           | |
|  | Marcatori | 09:53 Koval'čuk 21:33 Tarasenko 29:29 Šipačëv 32:22 Panarin 42:51 Širokov 44:49 Dadonov 51:04 Malkin |

| Arbitri: | Marcus Vinnerborg Konstantin Olenin |

|                                            |           |  |
| Donskoi 50:28 Aaltonen 55:33 Komarov 59:53 | Marcatori |  |

| Arbitri: | Aleksi Rantala Roman Gofman |

|                                                          |           |                   |
| N. Jensen 01:51 Nielsen 19:36 Storm 33:01 Jakobsen 51:36 | Marcatori | 03:18 K. A. Olimb |

| Arbitri: | Aleksi Rantala Roman Gofman |

|             |           |                                 |
| Mušič 26:54 | Marcatori | 04:17 16:32 Nelson 41:09 Eichel |

| Arbitri: | Pavel Hodek Vladimír Šindler |

|                             |           |                                              |
| Kopecký 05:58 Gáborík 49:05 | Marcatori | 27:07 Mozjakin 41:10 Tarasenko 62:06 Panarin |

| Arbitri: | Daniel Stricker Tobias Wehrli |

|                                 |                |                               |
| Donskoi 51:57 Hartikainen 52:51 | Marcatori      | 45:09 Kavyršyn 59:29 Kaljužny |
| Donskoi                         | Shootout 1 – 0 |                               |

| Arbitri: | Marcus Vinnerborg Vladimír Šindler |

|             |           |  |
| Pance 10:00 | Marcatori |  |

| Arbitri: | Pavel Hodek Marcus Vinnerborg |

|                               |           |                                                |
| Thoresen 32:20 Nørstebø 45:13 | Marcatori | 07:29 Kaljužny 29:01 Korabaŭ 32:03 A. Kascicyn |

| Arbitri: | Tobias Wehrli Daniel Piechaczek |

|                                                            |           |                                                           |
| Smith 02:36 Jones 04:11 Lee 20:27 Coyle 39:08 Eichel 64:32 | Marcatori | 26:29 Gáborík 30:36 Jánošík 36:27 Dravecký 38:22 Bartovič |

| Arbitri: | Mikael Nord Tobias Björk |

|                            |                |                              |
| Barkov 24:54 Donskoi 57:41 | Marcatori      | 18:04 Mozjakin 54:54 Panarin |
| Donskoi                    | Shootout 1 – 0 |                              |

| Pos. |             | PG | V | VOT | POT | P | GF | GS | DR  | Pt |
| 1.   | Stati Uniti | 7  | 5 | 1   | 0   | 1 | 22 | 14 | +8  | 17 |
| 2.   | Finlandia   | 7  | 4 | 2   | 0   | 1 | 22 | 9  | +13 | 16 |
| 3.   | Russia      | 7  | 4 | 1   | 1   | 1 | 30 | 16 | +14 | 15 |
| 4.   | Bielorussia | 7  | 4 | 0   | 2   | 1 | 20 | 19 | +1  | 14 |
| 5.   | Slovacchia  | 7  | 1 | 2   | 2   | 2 | 17 | 19 | -2  | 9  |
| 6.   | Norvegia    | 7  | 2 | 0   | 0   | 5 | 12 | 23 | -11 | 6  |
| 7.   | Danimarca   | 7  | 1 | 0   | 1   | 5 | 10 | 20 | -10 | 4  |
| 8.   | Slovenia    | 7  | 1 | 0   | 0   | 6 | 9  | 22 | -13 | 3  |

## Fase ad eliminazione diretta
|  | Quarti di finale | Quarti di finale | Quarti di finale |           |             | Semifinali  | Semifinali  | Semifinali |           |                 | Finale          | Finale          | Finale |  |
|  |                  |                  |                  |           |             |             |             |            |           |                 |                 |                 |        |  |
|  | A1               | Canada           | 9                |           |             |             |             |            |           |                 |                 |                 |        |  |
|  | A1               | Canada           | 9                |           |             |             |             |            |           |                 |                 |                 |        |  |
|  | B4               | Bielorussia      | 0                |           |             |             |             |            |           |                 |                 |                 |        |  |
|  | B4               | Bielorussia      | 0                |           | Canada      | Canada      | 2           |            |           |                 |                 |                 |        |  |
|  |                  |                  |                  |           | Canada      | Canada      | 2           |            |           |                 |                 |                 |        |  |
|  |                  |                  | Rep. Ceca        | Rep. Ceca | 0           |             |             |            |           |                 |                 |                 |        |  |
|  | B2               | Finlandia        | Rep. Ceca        | Rep. Ceca | 0           | 3           |             |            |           |                 |                 |                 |        |  |
|  | B2               | Finlandia        |                  |           |             |             |             |            |           |                 |                 |                 |        |  |
|  | A3               | Rep. Ceca        | 5                |           |             |             |             |            |           |                 |                 |                 |        |  |
|  | A3               | Rep. Ceca        | 5                |           | Canada      | Canada      | 6           |            |           |                 |                 |                 |        |  |
|  |                  |                  |                  |           |             |             |             |            |           |                 |                 |                 |        |  |
|  |                  |                  | Russia           | Russia    | 1           |             |             |            |           |                 |                 |                 |        |  |
|  | B1               | Stati Uniti      | Russia           | Russia    | 1           | 3           |             |            |           |                 |                 |                 |        |  |
|  | B1               | Stati Uniti      |                  |           |             | 3           |             |            |           |                 |                 |                 |        |  |
|  | A4               | Svizzera         | 1                |           |             |             |             |            |           |                 |                 |                 |        |  |
|  | A4               | Svizzera         | 1                |           | Stati Uniti | Stati Uniti | 0           |            |           | Finale 3º posto | Finale 3º posto | Finale 3º posto |        |  |
|  |                  |                  |                  |           | Stati Uniti | Stati Uniti | 0           |            |           |                 |                 |                 |        |  |
|  |                  |                  | Russia           | Russia    | 4           |             |             |            |           |                 |                 |                 |        |  |
|  | A2               | Svezia           | Russia           | Russia    | 4           | 3           |             |            | Rep. Ceca | Rep. Ceca       | 0               |                 |        |  |
|  | A2               | Svezia           |                  |           |             |             |             |            | Rep. Ceca | Rep. Ceca       | 0               |                 |        |  |
|  | B3               | Russia           | 5                |           |             | Stati Uniti | Stati Uniti | 3          |           |                 |                 |                 |        |  |

### Quarti di finale
| Arbitri: | Vjačeslav Bulanov Jyri Rönn |

|                                        |           |            |
| Smith 30:17 Coyle 31:14 Gardiner 50:33 | Marcatori | 13:04 Josi |

| Arbitri: | Timothy Mayer Marcus Vinnerborg |

|                                                                                          |           |  |
| Burns 00:27 31:08 Ennis 07:36 O'Reilly 10:15 53:02 Seguin 17:28 23:23 50:32 Spezza 55:19 | Marcatori |  |

| Arbitri: | Tobias Wehrli Vladimír Šindler |

|                                             |           |                                                                 |
| Klingberg 31:01 Lander 43:36 Eriksson 54:45 | Marcatori | 10:51 Mozjakin 16:01 Širokov 20:48 55:11 Malkin 58:13 Tarasenko |

| Arbitri: | Konstantin Olenin Roman Gofman |

|                                        |           |                                                  |
| Ruutu 17:19 Jokinen 23:45 Barkov 44:24 | Marcatori | 08:56 35:28 Kovář 33:51 55:30 Jágr 59:37 Sobotka |

### Semifinali
| Arbitri: | Marcus Vinnerborg Vjačeslav Bulanov |

|                         |           |  |
| Hall 08:40 Spezza 29:02 | Marcatori |  |

| Arbitri: | Tobias Wehrli Jyri Rönn |

|  |           |                                                         |
|  | Marcatori | 47:17 Mozjakin 50:19 Ovečkin 55:28 Šipačëv 58:35 Malkin |

### Finale 3º/4º posto
| Arbitri: | Marcus Vinnerborg Jyri Rönn |

|                                      |           |  |
| Bonino 07:25 Lewis 18:13 Coyle 39:10 | Marcatori |  |

### Finale
| Arbitri: | Tobias Wehrli Vladimír Šindler |

|                                                                                |           |              |
| Eakin 18:10 Ennis 21:56 Crosby 27:22 Seguin 28:06 Giroux 48:58 MacKinnon 49:50 | Marcatori | 52:47 Malkin |

## Classifica marcatori
| Giocatore            | PG | G | A  | Pt | +/- | MP |
| -------------------- | -- | - | -- | -- | --- | -- |
| Jason Spezza         | 10 | 6 | 8  | 14 | +7  | 2  |
| Jordan Eberle        | 10 | 5 | 8  | 13 | +8  | 0  |
| Taylor Hall          | 10 | 7 | 5  | 12 | +8  | 6  |
| Sergej Mozjakin      | 10 | 6 | 6  | 12 | +8  | 0  |
| Matt Duchene         | 10 | 4 | 8  | 12 | +10 | 2  |
| Oliver Ekman-Larsson | 8  | 2 | 10 | 12 | +4  | 6  |
| Sidney Crosby        | 9  | 4 | 7  | 11 | +1  | 2  |
| Evgenij Dadonov      | 10 | 4 | 7  | 11 | +4  | 2  |
| Jussi Jokinen        | 8  | 3 | 8  | 11 | +3  | 0  |
| Brent Burns          | 10 | 2 | 9  | 11 | +12 | 4  |
| Ryan O'Reilly        | 10 | 2 | 9  | 11 | +10 | 0  |

Fonte: IIHF.com

## Classifica portieri
| Giocatore         | Min    | TC  | GS | SO | MGS  | Sv%   |
| ----------------- | ------ | --- | -- | -- | ---- | ----- |
| Connor Hellebuyck | 482:00 | 211 | 11 | 2  | 1.37 | 94.79 |
| Sebastian Dahm    | 297:19 | 161 | 11 | 0  | 2.22 | 93.17 |
| Mike Smith        | 480:00 | 172 | 12 | 2  | 1.50 | 93.02 |
| Pekka Rinne       | 427:16 | 166 | 12 | 3  | 1.69 | 92.77 |
| Cristobal Huet    | 287:46 | 129 | 10 | 1  | 2.09 | 92.25 |

Fonte: IIHF.com

## Classifica finale
| Pos | Squadra     |
| --- | ----------- |
| 1   | Canada      |
| 2   | Russia      |
| 3   | Stati Uniti |
| 4   | Rep. Ceca   |
| 5   | Svezia      |
| 6   | Finlandia   |
| 7   | Bielorussia |
| 8   | Svizzera    |
| 9   | Slovacchia  |
| 10  | Germania    |
| 11  | Norvegia    |
| 12  | Francia     |
| 13  | Lettonia    |
| 14  | Danimarca   |
| 15  | Austria     |
| 16  | Slovenia    |

| Campioni del mondo di hockey su ghiaccio 2015 |
| Canada 25º titolo                             |

Il piazzamento finale è stabilito dai seguenti criteri:
- Posizioni dal 1º al 4º posto: i risultati della finale e della finale per il 3º posto
- Posizioni dal 5º all'8º posto (squadre perdenti ai quarti di finale): il piazzamento nei gironi preliminari; in caso di ulteriore parità, la differenza reti nei gironi preliminari.
- Posizioni dal 9º al 14º posto (squadre non qualificate per la fase ad eliminazione diretta): il piazzamento nei gironi preliminari; in caso di ulteriore parità, la differenza reti nei gironi preliminari.
- Posizioni dal 15º al 16º posto: ultime due classificate nei gironi preliminari.

| Promosse nel Gruppo A:         | Kazakistan | Ungheria |
| Retrocesse in Prima Divisione: | Slovenia   | Austria  |

### Riconoscimenti

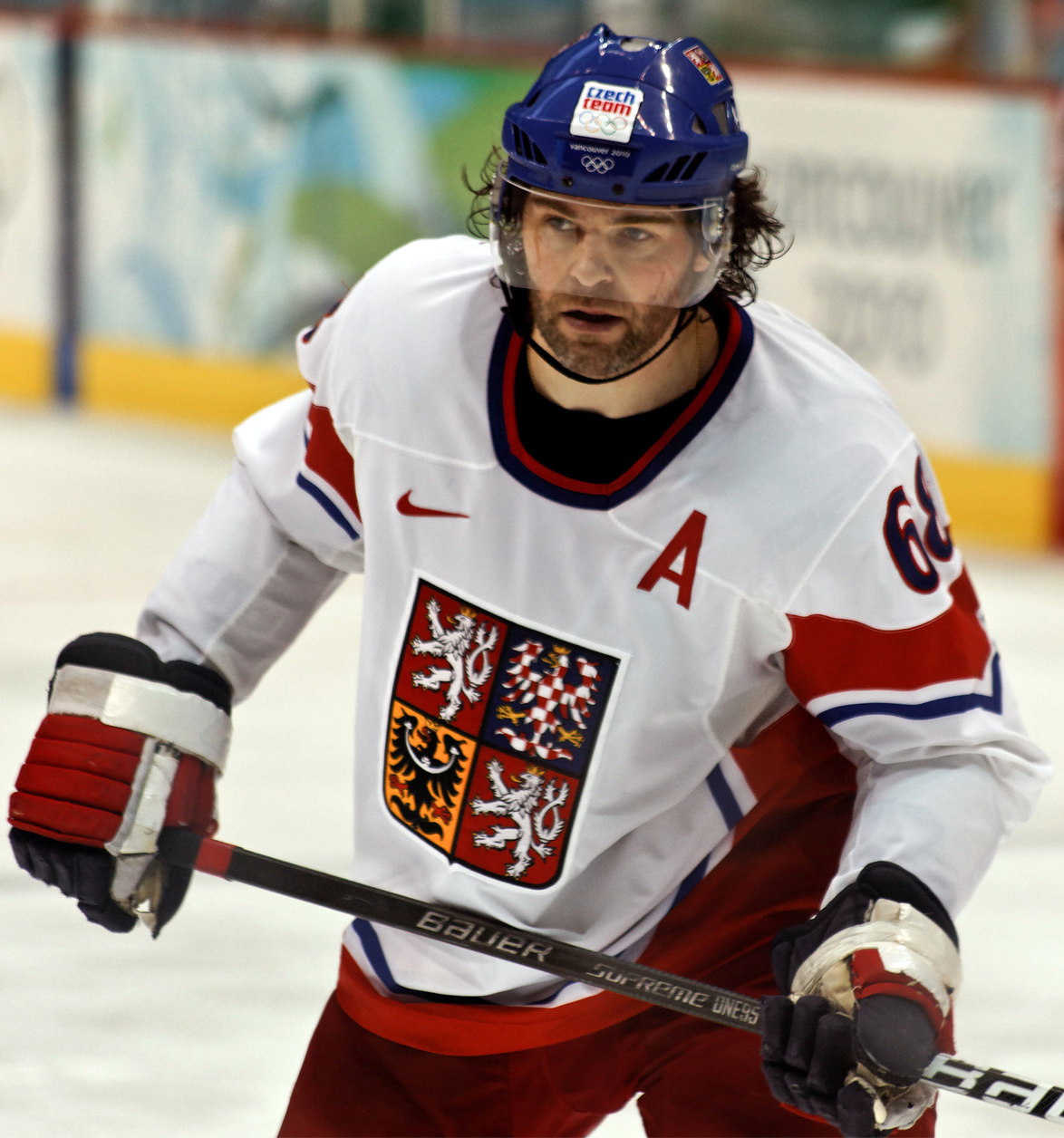
Jaromír Jágr, eletto miglior giocatore all'ultima partecipazione al Campionato mondiale.

Riconoscimenti individuali

| Premio                  | Giocatore    |
| ----------------------- | ------------ |
| Miglior giocatore (MVP) | Jaromír Jágr |
| Miglior portiere        | Pekka Rinne  |
| Miglior difensore       | Brent Burns  |
| Miglior attaccante      | Jason Spezza |

All-Star Team

| Attacco:  | Taylor Hall - Jason Spezza - Jaromír Jágr |
| Difesa:   | Oliver Ekman-Larsson - Brent Burns        |
| Portiere: | Connor Hellebuyck                         |